# Seega

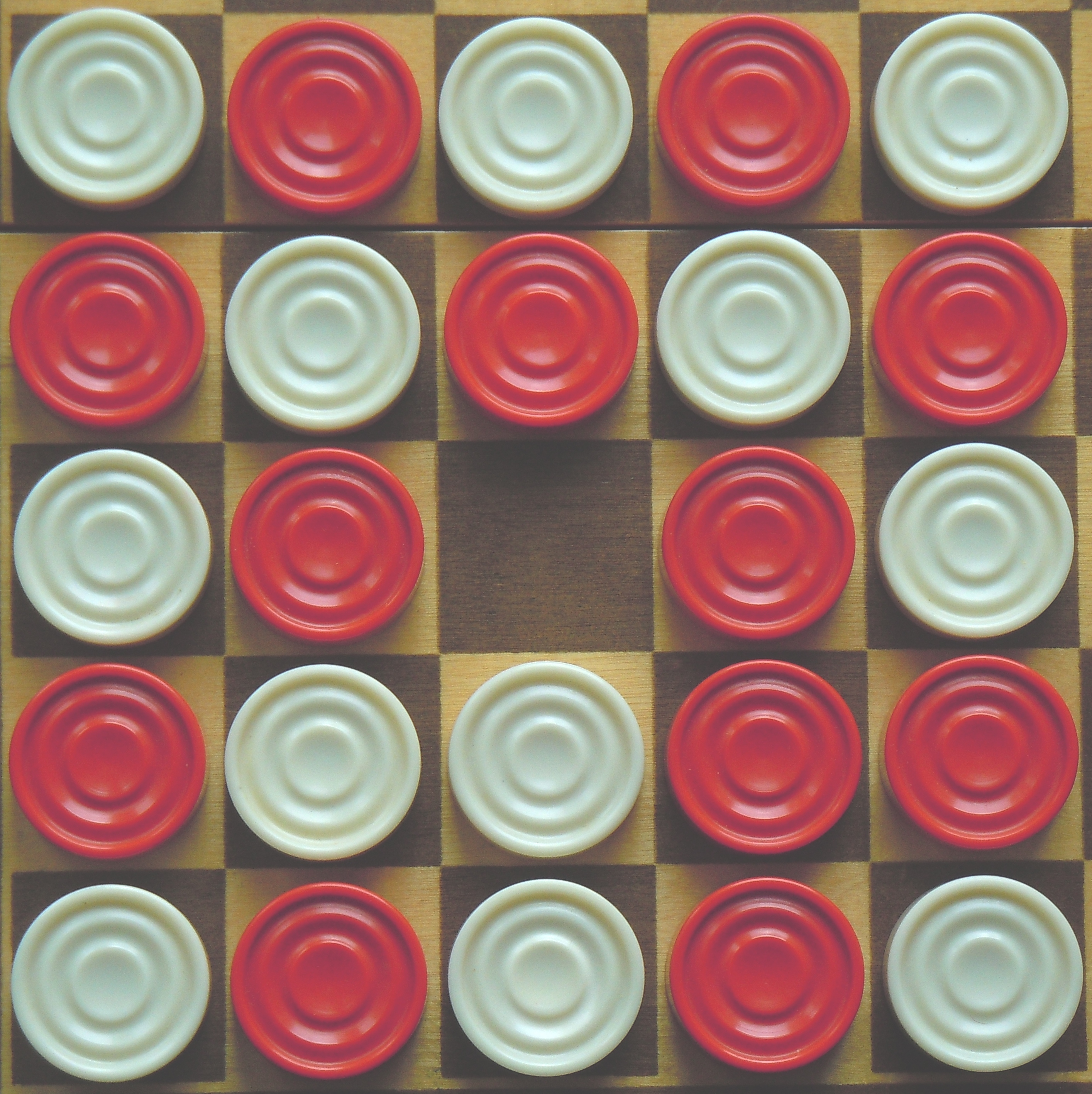
Spelbräde till seega, med exempel på hur det kan se ut när alla pjäser har blivit utplacerade.

Seega, även stavat siga, är ett brädspel, som är hemmahörande i olika delar av Afrika och som finns dokumenterat sedan tidigt 1800-tal.
Två spelare deltar. Spelbrädet utgörs av en kvadrat med 25 rutor. Spelarna har vid spelets början tolv spelpjäser vardera, som de turas om med att placera ut – två åt gången – på lediga platser på spelbrädet, med undantag för den mittersta rutan. När alla pjäser är utplacerade gör spelarna varsitt drag växelvis. Ett drag består i att flytta en pjäs till en angränsande ledig ruta (vågrätt eller lodrätt). Man strävar efter att "fånga" motspelarens pjäser, vilket man gör genom att flytta sina pjäser så att två av dem kommer att stå på varsin sida om en motspelarpjäs. Den fångade pjäsen avlägsnas från brädet. En pjäs som flyttas in mellan två motspelarpjäser räknas däremot inte som fångad.
Spelet vinns av den som fångat elva av motståndarens pjäser eller den som lyckas hindra motståndaren från att flytta. Vid ett dödläge vinner den som har flest pjäser kvar på brädet.
Mer krävande varianter av seega spelas på bräden med 7 x 7 eller 9 x 9 rutor, då med 24 respektive 40 pjäser per spelare.
Spelet kan också gå under benämningen ökenschack.